# Blockwettkampf
Als Blockwettkampf wird in der Leichtathletik ein Wettkampf bezeichnet, bei dem verschiedene Disziplinen in einem „Block“ zusammengefasst sind und als Einheit gewertet werden, weshalb man ihn fälschlicherweise auch als Blockmehrkampf bezeichnet, Mehrkämpfe aber in der Veranstaltungsordnung (VAO) des Deutschen Leichtathletik-Verbandes (DLV) eigens definiert sind.

## Organisation
Die Blockwettkämpfe werden nach den Regeln der Mehrkämpfe durchgeführt. Für einen
Blockwettkampf gewertete Einzeldisziplinen können nicht gleichzeitig für einen anderen Blockwettkampf oder einen anderen Mehrkampf gewertet werden und umgekehrt.
Als Mannschaft bei Blockwettkämpfen werden fünf Teilnehmer eines Vereins/Leichtathletikgemeinschaft gewertet, und zwar die Besten aus allen drei Blöcken einer Altersklasse, unabhängig an welchem der drei Blöcke sie teilgenommen haben.
Die Blockwettkämpfe sind alters- und geschlechtsabhängig für Schüler der Altersklassen 12 bis 15 unterschiedlich zusammensetzbar. 

## Regularien
Wie aus den untenstehenden Übersichten zu erkennen ist, sind drei der fünf Disziplinen bei jedem Blockwettkampf gleich: Ein Sprint, ein Hürdensprint – beide mit den altersspezifischen Streckenlängen und Hürden – und der Weitsprung. Bei den beiden anderen Disziplinen sind drei unterschiedliche Schwerpunktsetzungen möglich: Die Schwerpunktsetzung Sprint/Sprung nimmt den Hochsprung und je nach Altersklasse Ballwurf oder Speerwurf dazu. Bei der Schwerpunktsetzung Lauf ist es ebenfalls der Ballwurf als technisch einfachste Wurfdisziplin und ein weiterer Lauf über eine längere Distanz von 800 oder 2000 Meter. Die dritte Schwerpunktsetzung Wurf hingegen ergänzt die drei Grunddisziplinen durch Kugelstoßen und Diskuswurf. 
Wie bei allen Mehrkämpfen hat jeder Athlet bei den Würfen und beim Weitsprung drei Versuche.
Im Gegensatz zum Sieben- und Zehnkampf als den Mehrkämpfen der höheren Altersklassen ist die Reihenfolge der Disziplinen nicht vorgeschrieben, sondern kann vom Veranstalter frei gewählt werden. Da in der Regel mehrere unterschiedliche Blockwettkämpfe gleichzeitig stattfinden, wird hier insbesondere auf die Verfügbarkeit der jeweiligen Anlagen (Laufbahn, Sprunggrube, Wurffelder etc.) geachtet.
Eine Mannschaftswertung ist möglich. Dabei bilden fünf Athleten eines Vereins eine Mannschaft, deren erreichte Punkte ungeachtet des gewählten Blocks addiert werden. Entscheidend ist, dass alle Fünf der gleichen Altersgruppe und dem gleichen Geschlecht angehören.

## Disziplinübersicht

### Blockwettkampf Schülerinnen
| Schülerinnen U14                                                                                                  | Schülerinnen U14                                                                                                  | Schülerinnen U16                                                                                           | Schülerinnen U16                                                                                           |
| W12 | W13 | W14 | W15 |
| Blockwettkampf | Blockwettkampf | Blockwettkampf                                                                                             | Blockwettkampf                                                                                             |
| --- | --- | --- | --- |
| Sprint/Sprung 75m/60mH/ Weit/Hoch/Schlagball Lauf 75m/60mH/Weit/ Schlagball/800m Wurf 75m/60mH/Weit/ Kugel/Diskus | Sprint/Sprung 75m/60mH/ Weit/Hoch/Schlagball Lauf 75m/60mH/Weit/ Schlagball/800m Wurf 75m/60mH/Weit/ Kugel/Diskus | Sprint/Sprung 100m/80mH/ Weit/Hoch/Speer Lauf 100m/80mH/Weit/ Ball/2000m Wurf 100m/80mH/Weit/ Kugel/Diskus | Sprint/Sprung 100m/80mH/ Weit/Hoch/Speer Lauf 100m/80mH/Weit/ Ball/2000m Wurf 100m/80mH/Weit/ Kugel/Diskus |

### Blockwettkampf Schüler
| Schüler U14                                                                                           | Schüler U14                                                                                           | Schüler U16                                                                                                | Schüler U16                                                                                                |
| M12                                                                                                   | M13                                                                                                   | M14 | M15 |
| Blockwettkampf                                                                                        | Blockwettkampf                                                                                        | Blockwettkampf                                                                                             | Blockwettkampf                                                                                             |
| --- | --- | --- | --- |
| Sprint/Sprung 75m/60mH/ Weit/Hoch/Ball Lauf 75m/60mH/Weit/ Ball/800m Wurf 75m/60mH/Weit/ Kugel/Diskus | Sprint/Sprung 75m/60mH/ Weit/Hoch/Ball Lauf 75m/60mH/Weit/ Ball/800m Wurf 75m/60mH/Weit/ Kugel/Diskus | Sprint/Sprung 100m/80mH/ Weit/Hoch/Speer Lauf 100m/80mH/Weit/ Ball/2000m Wurf 100m/80mH/Weit/ Kugel/Diskus | Sprint/Sprung 100m/80mH/ Weit/Hoch/Speer Lauf 100m/80mH/Weit/ Ball/2000m Wurf 100m/80mH/Weit/ Kugel/Diskus |